# Bourdon (Somme)
Bourdon (picardisch: Bordon) ist eine nordfranzösische Gemeinde mit 374 Einwohnern (Stand 1. Januar 2022) im Département Somme in der Region Hauts-de-France. Die Gemeinde liegt im Arrondissement Amiens, ist Teil der Communauté de communes Nièvre et Somme und gehört zum Kanton Ailly-sur-Somme.

## Geographie
Bourdon liegt rund acht Kilometer nordwestlich von Picquigny am rechten (nördlichen) Ufer der Somme, deren Tal von Teichen durchsetzt ist,  und ist über eine Brücke mit dem am anderen Ufer gelegenen Hangest-sur-Somme verbunden. Der Ostteil des Gemeindegebiets wird von der ehemaligen Route nationale 1 (zuvor Route nationale 35) durchzogen.

## Einwohner
| 1962 | 1968 | 1975 | 1982 | 1990 | 1999 | 2006 | 2018 |
| ---- | ---- | ---- | ---- | ---- | ---- | ---- | ---- |
| 274  | 259  | 274  | 294  | 337  | 373  | 380  | 374  |

## Sehenswürdigkeiten
- Kirche Saint-Martin, deren Turm mit Spitzhelm 1926 als Monument historique eingetragen wurde (Base Mérimée PA00116103)
- von Paul Schmitthenner gestaltete deutsche Kriegsgräberstätte mit 22.216 Bestattungen aus dem Zweiten Weltkrieg

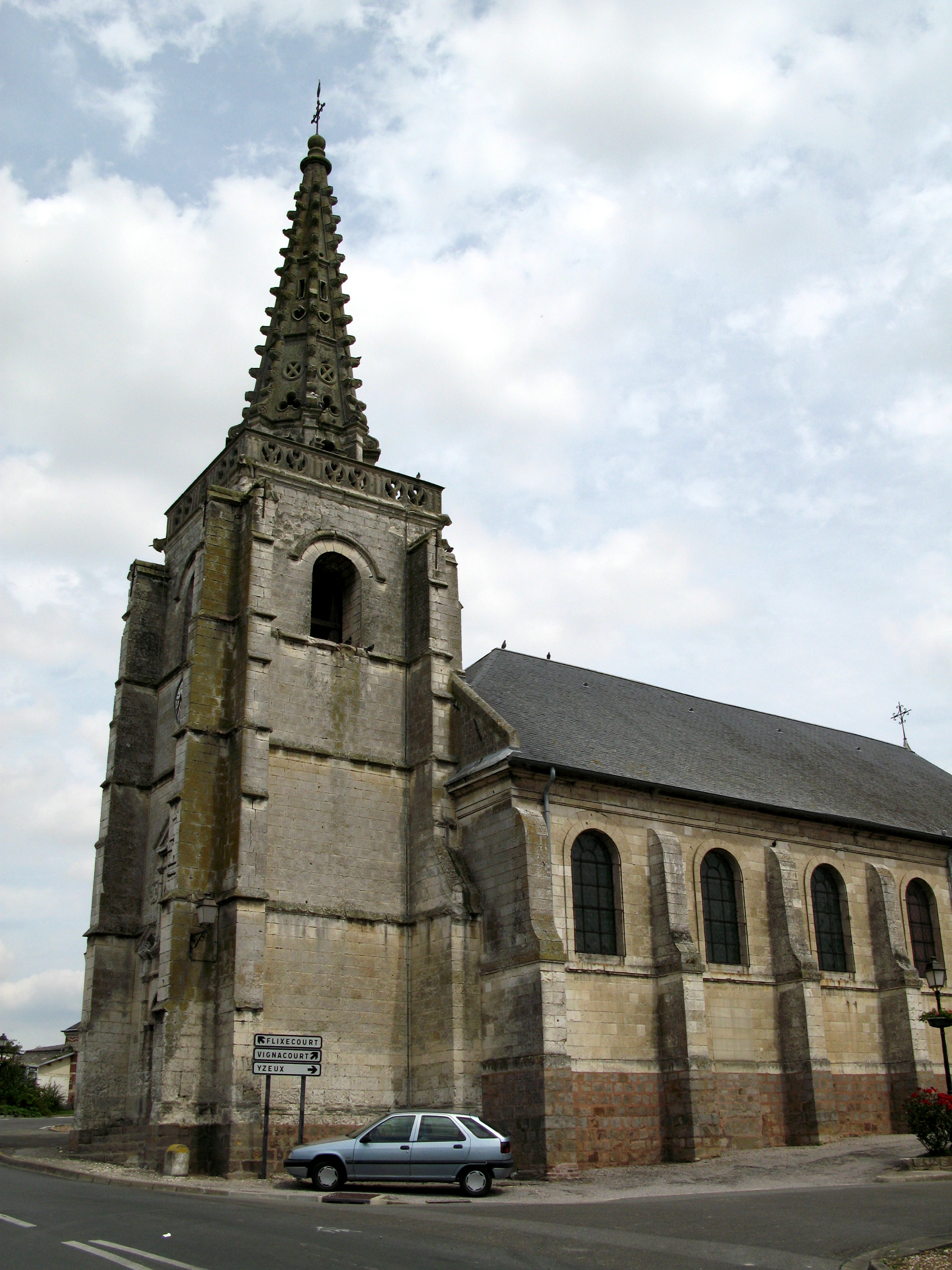
Kirche Saint-Martin
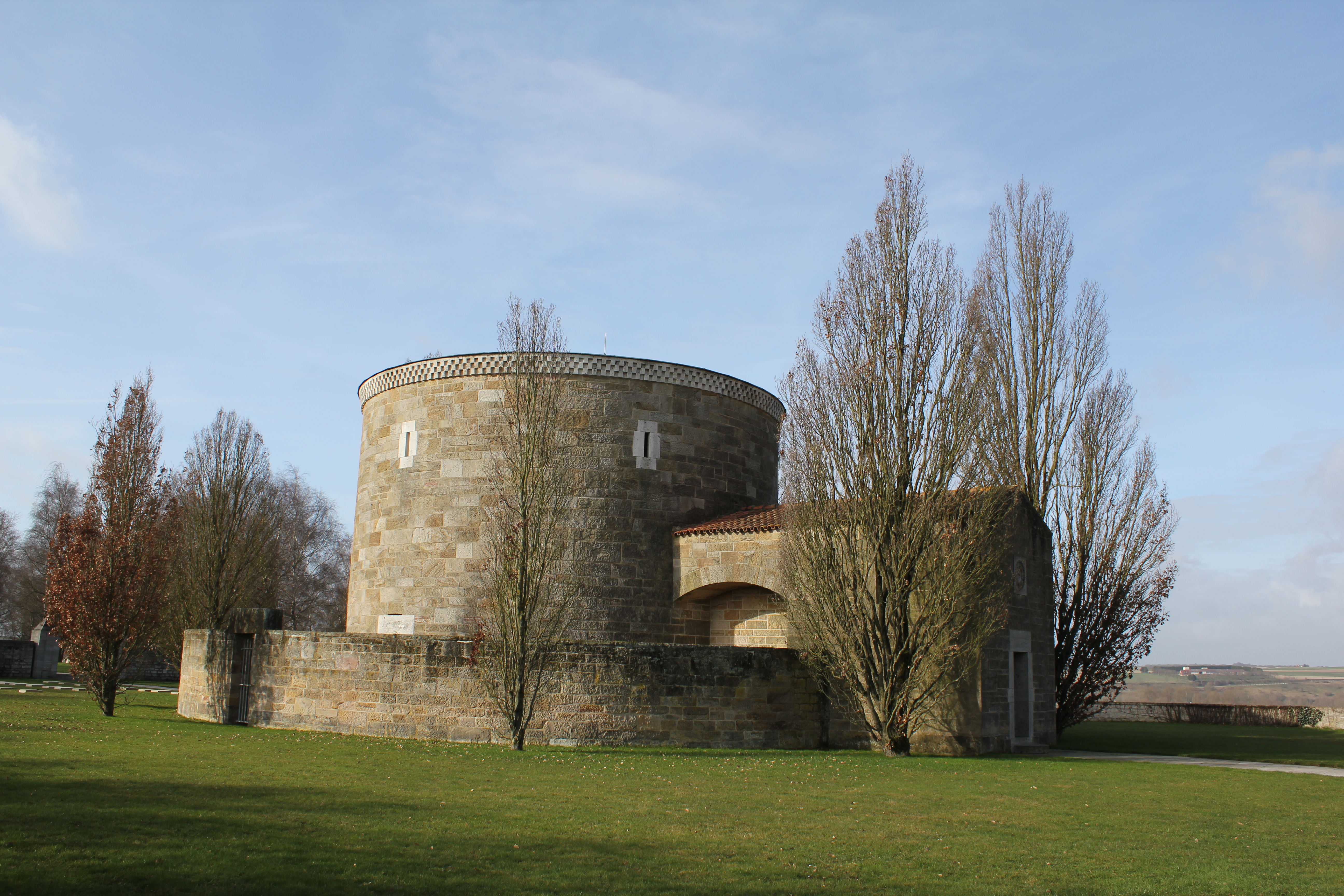
Rundturm der Kriegsgräberstätte